# 스태리 리

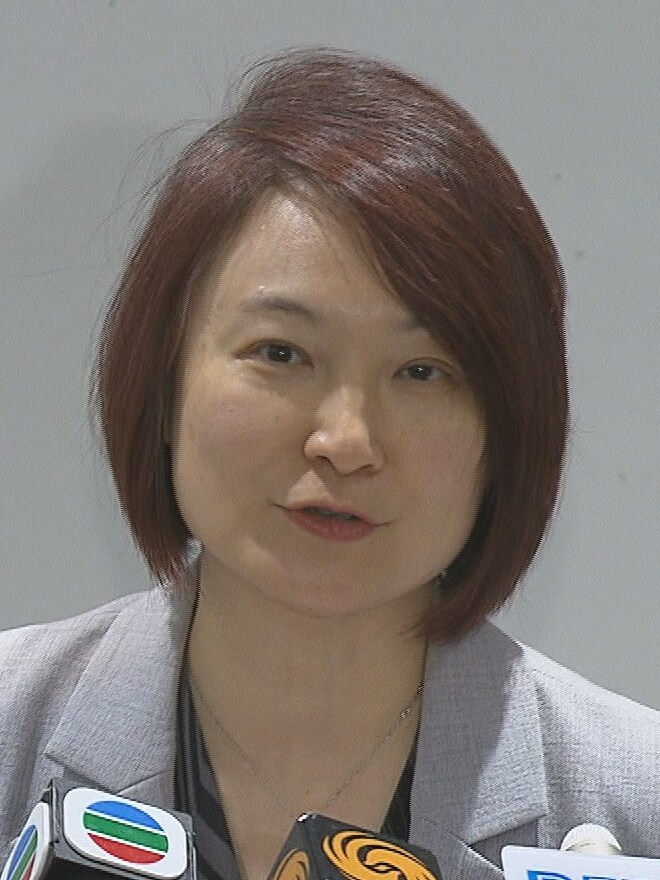
스태리 리 (2023년)

스태리 리 와이 킹(영어: Starry Lee Wai-king SBS. JP, 1974년 3월 13일 ~ )은 홍콩의 정치인이자 홍콩에서 가장 큰 건제파(친중파) 정당인 민주건항협진련맹의 현 의장이다. 광둥어 이름은 레이와이깅(중국어: 李慧琼, 한어 병음: Lǐ Huìqióng 리후이충[*], 월병: Lei5 Wai6-king4, 한자음: 이혜경)이다. 홍콩 입법회의 의원이자 가우룽싱구의회 의원이기도 하다. 2012년부터 2016년까지는 홍콩 행정의회의 의원을 맡기도 했다.

## 생애
1974년 홍콩에서 노동계급 가족의 아들로 태어났다. 태어날 때부터 공공주택에서 자란 스태리 리는 홍콩과학기술대학에서 경영학 학사를, 맨체스터 대학교에서 경영학 석사를 수료했다. 이후 전문 회계사가 되어 홍콩의 KPMG에 취직했고 현재는 CCIF CPA 유한공사의 사장을 맡고 있다.

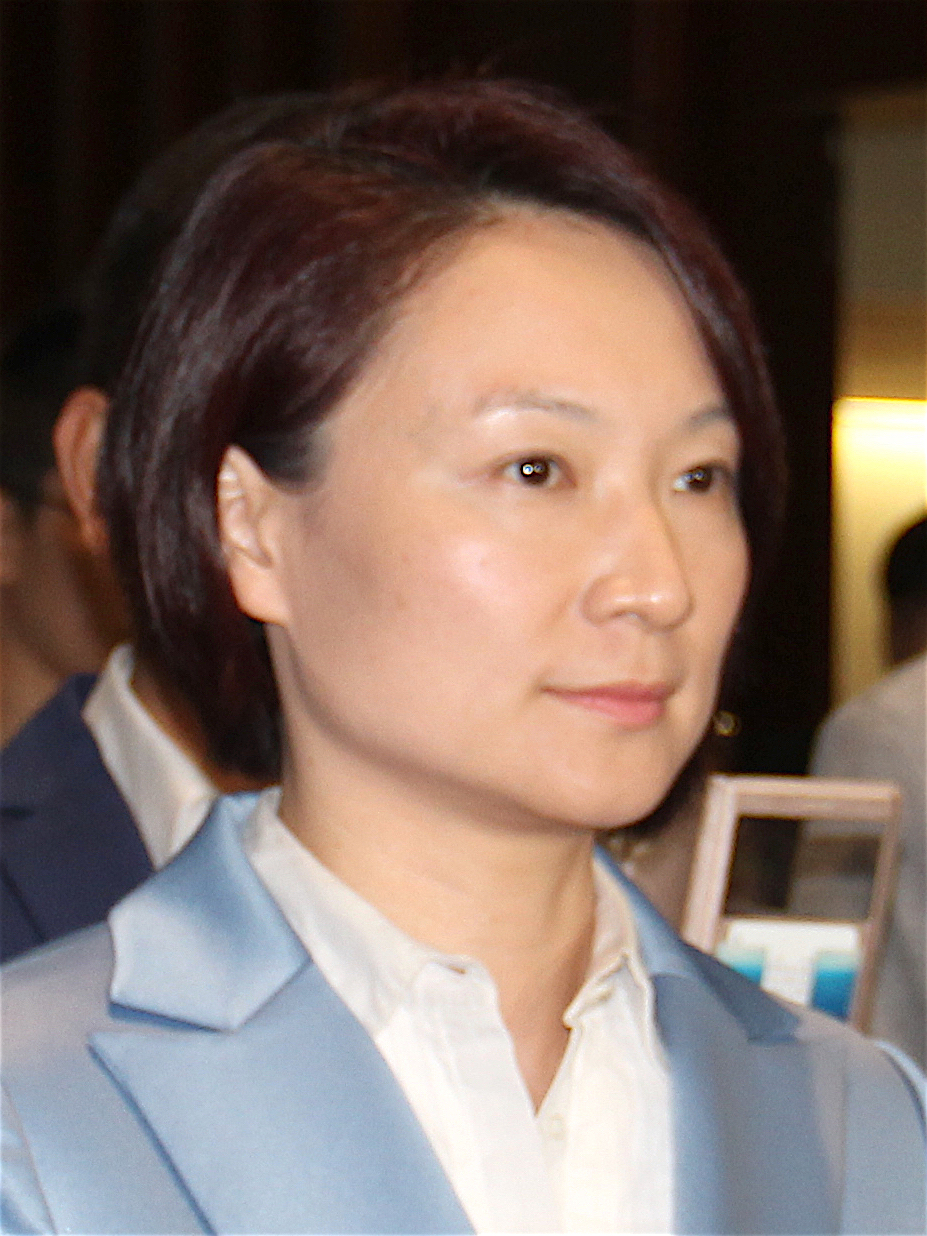
스태리 리 (2016년)

스태리 리는 1999년 홍콩 지방 선거에서 가우룽싱구의회 의원 후보로 처음 출마해 당선됐다. 가우룽싱은 그녀가 어렸을 때 살던 동네였다. 선거 당시 만 26세로, 당선된 구의원 중에서 가장 젊은 나이였다. 당선 후 2004년 스태리 리는 친중파 정당 민주건항협진련맹의 전 의장인 장육싱의 권유로 민건협련에 입당했다. 이후 2004년 9월에 치러진 입법회 선거에서 장육싱의 후보명단에 이름을 올리게 되었다. 후보명단 내에서 세번째 순위로 배치된 스태리 리는 가우룽싸이 선거구에서 당선되면서 민건협련이 가우룽싸이를 확보하게 만들었다.
회계사라는 전문가 경력을 바탕으로 레이 의원은 당내는 물론 친중파에서 신인 스타로 떠올랐다. 2008년 홍콩 총선에서 장육싱 의원이 홍콩섬 지역구를 떠나자 해당 지역으로 거점을 옮겨서 출마해 당선됐다. 2011년에는 당내 부의장으로 다시 뽑혔다.
2012년, 스태리 리는 렁춘잉 홍콩 행정장관의 지명으로 홍콩 행정의회에 들어가게 되었다. 4년간의 재임 끝에 2016년 3월 스태리 리는 입법회와 당에 관한 활동에 좀 더 초점을 맞추고 싶다고 밝히고 행정의회 자리를 떠났다. 스태리 리의 자리는 민건협련 다선 의원인 입궉힘이 대신하게 되었다.
2012년 입법회 선거에서 스태리 리는 새롭게 신설된 전국 대상의 제2구의회 선거구에 후보로 출마했다. 스태리 리를 앞세운 민건협련 후보 명단은 총 270,000표 이상을 받았다.
2015년 4월 17일, 스태리 리는 여성으로선 처음으로  민주건항협진연맹의 의장으로 당선됐다.

## 비판
2010년 스태리 리는 개체 수 유지에 큰 위협을 받고 있는 참다랑어의 수입을 금지하도록 하는 청원 서명을 거부했다. 당시 그녀는 서명 거절 이유를 묻자 자신의 딸이 사시미 회를 좋아하는데, 딸이 자신에게 화날 일이 없으면 좋겠다고 발언해 논란이 일었다.

## 같이 보기
- 제2구의회